# يان شو (عالم إنسان)
يان شو (بالإنجليزية: Ian Shaw)‏ هو عالم إنسان بريطاني، ولد في 1961.